# Springfield (Nebraska)
Springfield – miasto w Stanach Zjednoczonych, w stanie Nebraska, w hrabstwie Sarpy.